# Валадареш (Монсан)
Валадареш (порт. Valadares) — район (фрегезия) в Португалии, входит в округ Виана-ду-Каштелу. Является составной частью муниципалитета Монсан. По старому административному делению входил в провинцию Минью. Входит в экономико-статистический субрегион Минью-Лима, который входит в Северный регион.
Население составляет 218 человек на 2001 год. Занимает площадь 1,86 км².
Покровителем района считается Святая Евлалия (порт. Santa Eulália).